# Исток Волги
Исток Волги — родник в Тверской области России, из которого вытекает крупнейшая река в Европе, Волга. Находится в 10 верстах выше озера Стержа, на Валдайской возвышенности. С 1972 года включён в состав заказника «Исток реки Волги».

## История
Начальная летопись указывает, что Волга, начинаясь в Оковском (Воковском, Волоковском) лесу, у Валдайского плоскогорья,  течёт в земли болгар и хвалисов и впадает в Хволынское море «семьюдесятью жерелы» (гирлами).
Согласно средневековой тюркской, арабо-персидской и западной географической традиции, исток реки Итиль (Волга) располагался в районе слияния рек Ак-Идели (Белая), Кук-Идели (Дёма) и Кара-Идели (Уфа). Арабский географ XII века аль-Идриси указывал, что «река Атил берёт начало на востоке, в области басджиритов, затем течёт между [землями] баджнаков и булгар, являясь границей между ними. Она течёт на запад, пока не пройдёт позади булгар; затем снова отклоняется на восток».
В. Л. Егоров, изучая итальянские карты периода Золотой Орды, в частности, карты А. Дульцерта (1339 г.), братьев Пицигани (1367 г.), Каталонского атласа (1375 г.) и другие, пишет, что «истоки Волги (Эдиль) в соответствии с представлениями XIV века помещены в Сибири, за Уральским хребтом. В данном случае за её основное русло приняты Кама и Белая».
Позднее в русских картах Ак-Идель обозначалась как Белая Волга (Воложка). По мнению археолога Н. Л. Членовой, «представление о том, что исток Волги — это река Белая, пережиточно сохранилось до сих пор в её русском названии „Белая“, первоначально, в XVI веке — „Белая Воложка“ (то есть Белая Волга), что является калькой тюркского Ак-Идель».
28 февраля 1972 года родник и окрестности были взяты под охрану в качестве государственного природного заказника регионального значения «Исток реки Волги».

## Описание

Памятная табличка на истоке Волги.

Расположен исток в Осташковском районе Тверской области. Крупнейшая европейская река Волга начинается у юго-западной околицы деревни Волговерховье, на высоте 228 метров над уровнем моря. На окраине болотца имеются несколько объединённых между собой в небольшой водоём родников, один из которых считается истоком реки Волги.
Вокруг родника построена часовня (существовала ещё в XIX веке), к которой ведёт мостик. Из водоёма Волга вытекает обыкновенным ручьём шириной до 100 см и глубиной до 30 см. Вода в ручейке имеет красно-бурый оттенок, в засушливое лето ручей в пределах деревни Волговерховье часто пересыхает.
Приблизительно в 250—300 метрах после истока видны остатки первой плотины на Волге, изготовленной из камня, которая была построена в начале XX века, в период до закрытия Ольгинского женского монастыря.
После первых 3,2 км течения Волга впадает в проточное озеро Малые Верхиты, потом в озеро Большие Верхиты. А уже затем впадает в крупное озеро Стерж, далее озёра Вселуг, Пено, Волго, которые является частью системы Верхневолжского водохранилища протяжённостью 91 км.
Так как территория истока Волги является уникальным памятником природы, в районе истока создан заказник, куда вошли заповедные леса общей площадью более 4101 гектаров. Исток Волги является объектом рекреационного использования.

## Достопримечательности

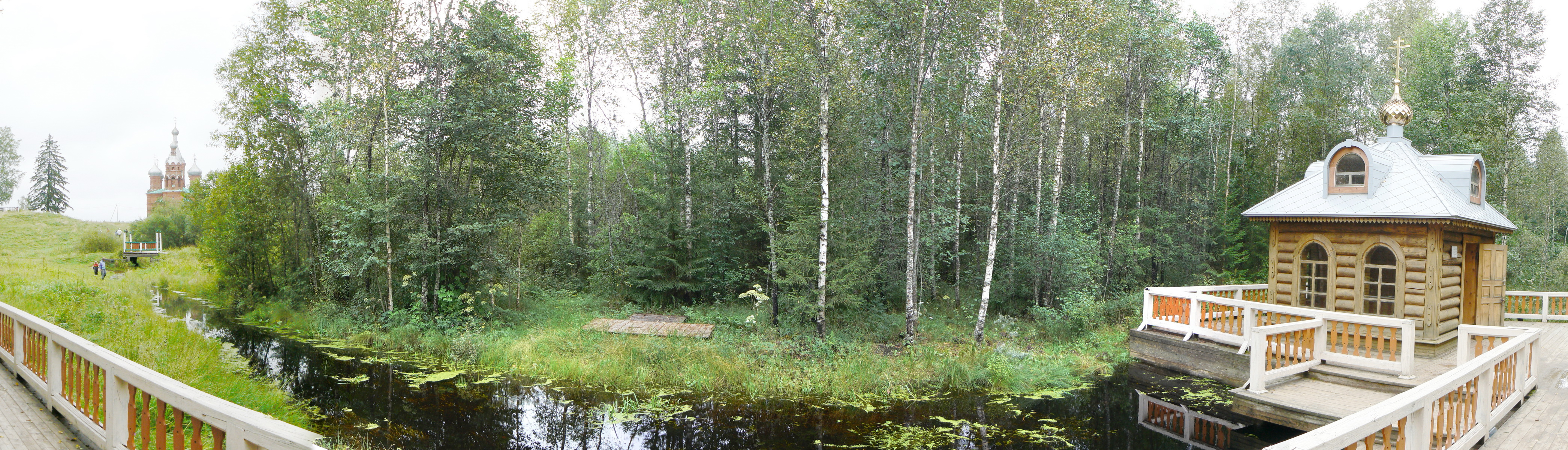
Панорама первых метров Волги (вдали видна колокольня Ольгинского женского монастыря)

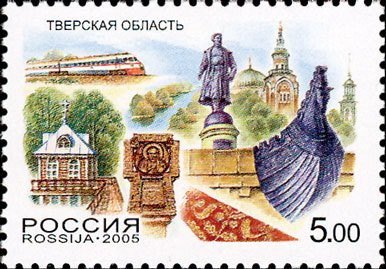
Часовня в истоке Волги (слева) на почтовой марке России 2005 года, посвящённой Тверской области

В трёхстах метрах от истока над берегом Волги стоит Ольгинский женский монастырь с его главным храмом — краснокирпичным Спасо-Преображенским собором и небольшой деревянной церковью Николая Чудотворца.
Перед собором рядом памятник святителю Николаю — Чудотворцу Мир Ликийскому, установленный в 2001 году.
В деревне расположен первый от истока мост через Волгу. Мост деревянный, около 2 м в длину, с поручнями. Используется для пешеходного сообщения. Мост на этом месте известен как минимум с 1910 года, когда был запечатлён на фотографиях известных русских фотографов С. М. Прокудина-Горского и М. П. Дмитриева.
Неподалёку от первого моста через Волгу есть памятный камень, установленный 22 июня 1989 года. На камне высечена надпись:

Путник! Обрати взор свой на Волги исток! Здесь зарождается чистота и величие земли русской. Здесь истоки души народной. Храни их. Камень сей заложен 22 июня 1989 года живущим и будущим детям России. Оглянись уходя.

## Галерея

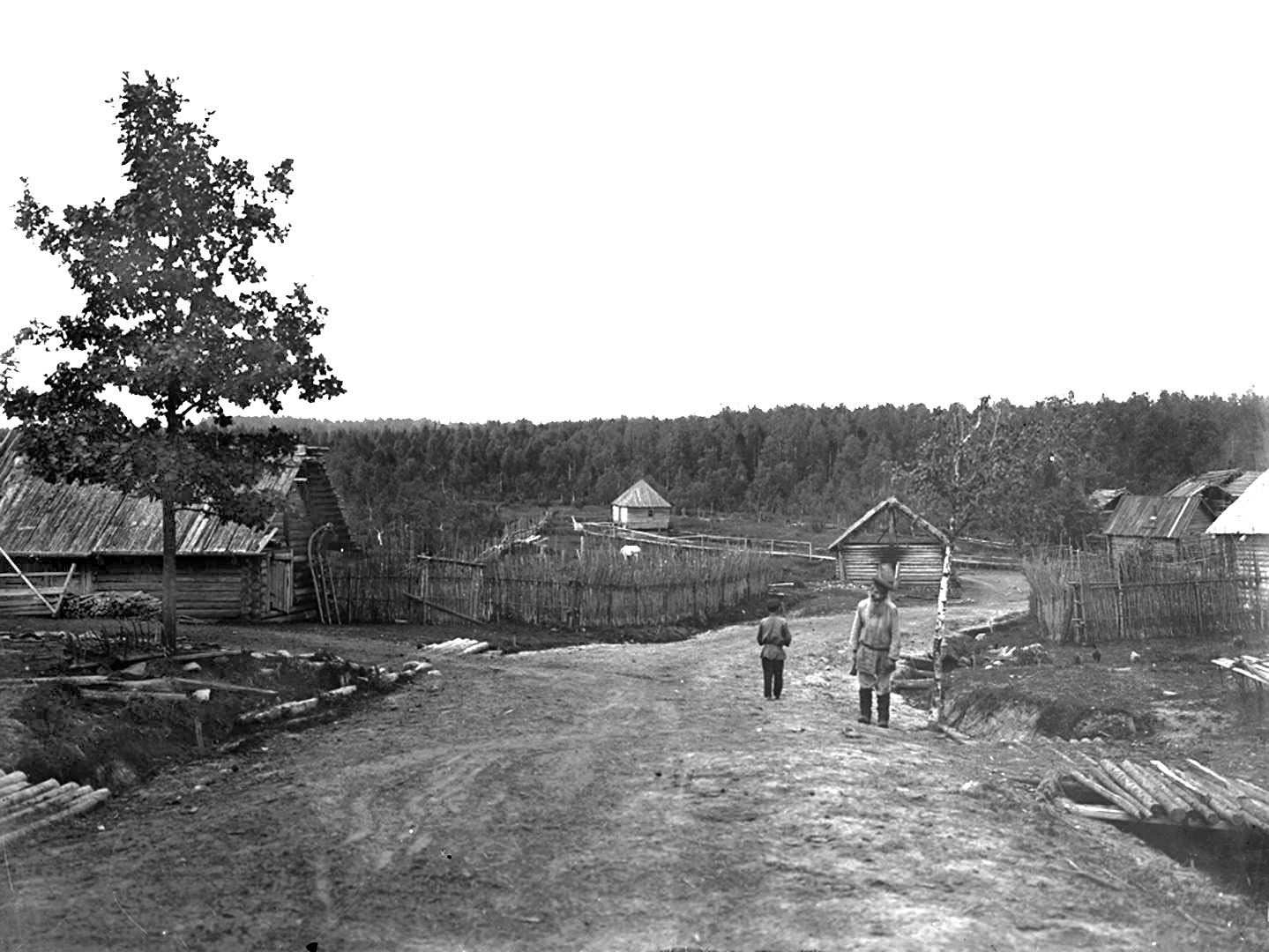
Вид часовни у истока Волги у деревни Волгино. 1903 год.
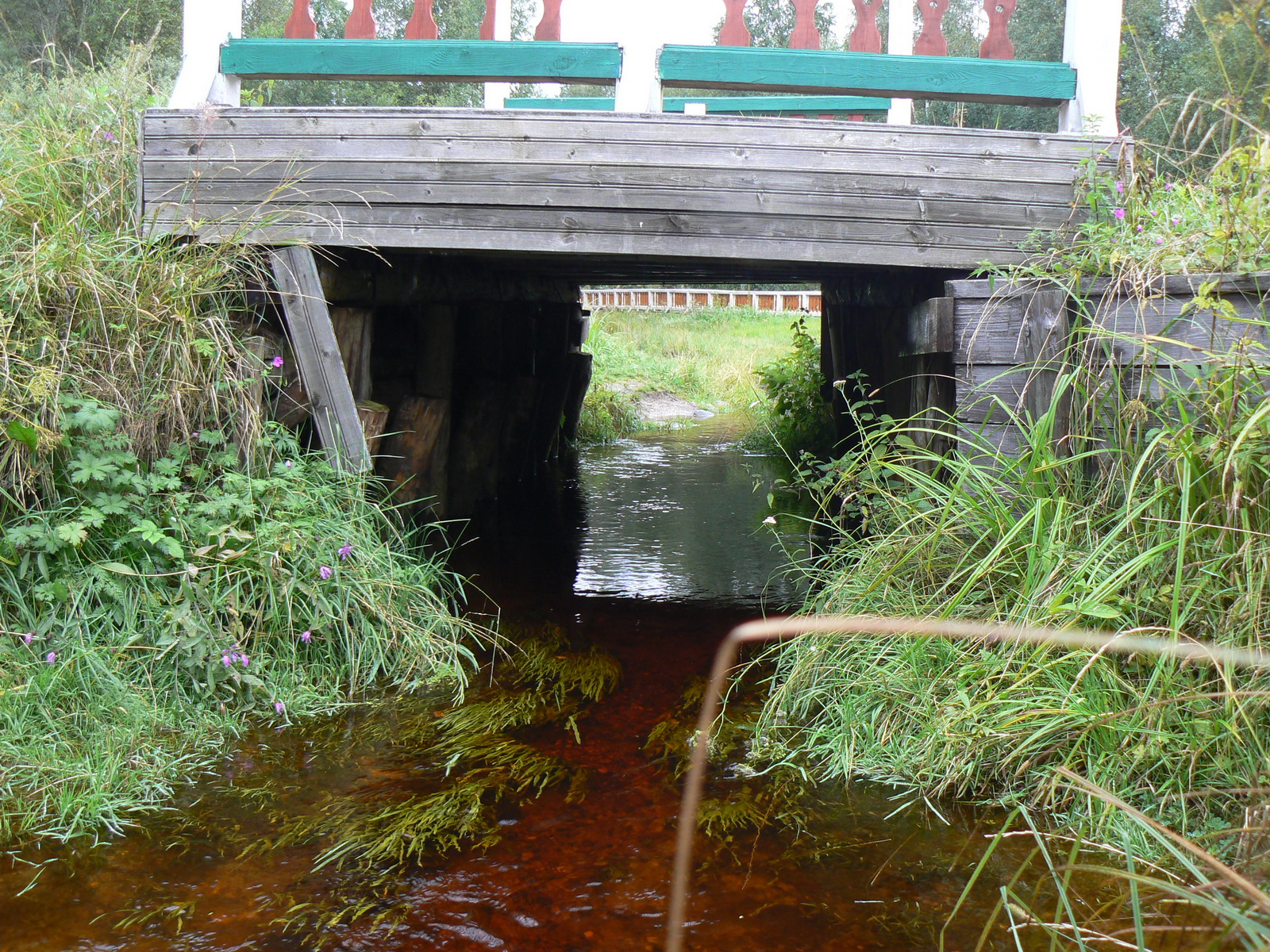
Первый мост на Волге